# CHIHIRO (歌手)
CHIHIRO（チヒロ）は、日本の女性歌手である。

## プロフィール
福岡県出身のシンガーソングライター、女性音楽プロデューサー。
自身の活動では、シンガーソングライターとして、叶わない恋・報われない恋など、リアルな恋愛の葛藤を描いた泣き歌で恋に悩む女性に共感を呼び、数々のデジタルヒットを出す。YouTube チャンネル総再生回数は 1億回を突破。
有華・浜野はるき・中村ゆりか(俳優)・浦西ひかる(YouTuber)・ピンキー！(でんぱ組.inc)・など様々な女性アーティストの楽曲提供・プロデュースを手掛け、音楽プロデューサーとしても地位を確立した。有華に楽曲提供した「Partner」はSNS総再生回数13億回を記録。
恋愛のリアルや葛藤を描きながら、現代を生きる女性が前に進むための力となれるよう、時代に流されない歌詞、そしてラブソングを生み出し続けている。
これまでスポンテニアのTarantulaや、SEAMO、DJ Deckstream、WISE、GIORGIO 13、HI-D、Sweep、HilcrhymeのTOCなどFeatに迎えている。

## ディスコグラフィー

### シングル
| 枚  | タイトル                                          |
| --- | ------------------------------------------------- |
| 1st | Roller Coaster Love feat. HI-D                    |
| 2nd | Last Kiss                                         |
| 3rd | Beautiful feat. Sweep／Bouquet 〜ずっと二人で〜   |
| 4th | 片想い feat. GIORGIO 13／Addicted                 |
| 5th | Bye-Bad-Bye／Last Note                            |
| 6th | 永遠 feat. Tarantula from スポンテニア            |
| 7th | 恋レター feat. TOC from Hilcrhyme／アニバーサリー |

### 配信限定シングル
| 発売日         | タイトル                           |
| -------------- | ---------------------------------- |
| 2010年4月7日   | 恋風                               |
| 2011年3月16日  | 泣いていいよ                       |
| 2011年4月13日  | Thank You feat. WISE               |
| 2011年7月27日  | 恋花火                             |
| 2011年10月5日  | Be with you                        |
| 2011年11月16日 | Love is…                           |
| 2011年11月23日 | 4℃                                 |
| 2011年12月7日  | Remember December                  |
| 2012年3月14日  | Answer                             |
| 2012年6月6日   | シンデレラ                         |
| 2012年6月27日  | Love song                          |
| 2013年5月15日  | 告白                               |
| 2013年10月2日  | 恋時雨                             |
| 2013年11月20日 | 赤い糸                             |
| 2013年12月18日 | もう一度〜One more time〜          |
| 2014年2月19日  | Present                            |
| 2014年8月20日  | RESET                              |
| 2014年9月3日   | HOME                               |
| 2015年9月9日   | Promise Ring                       |
| 2015年9月23日  | 元気を出して（竹内まりやのカバー） |
| 2017年2月15日  | KISS                               |
| 2017年10月11日 | i love you...                      |
| 2017年10月11日 | 好きだけどサヨナラ                 |
| 2018年12月12日 | 君に未練                           |
| 2018年12月26日 | 大丈夫                             |
| 2019年1月9日   | 好きって言って                     |
| 2019年1月23日  | 細胞レベルで好きなんだ             |
| 2019年8月18日  | Chu                                |
| 2019年11月6日  | My Life                            |
| 2020年4月15日  | 冷たくしないでよ                   |
| 2020年5月20日  | もうおしまい                       |
| 2020年6月24日  | 幸せになってね                     |
| 2021年1月27日  | バカミタイ                         |
| 2021年3月24日  | 君が好きすぎる                     |
| 2021年7月28日  | Midnight Drive                     |
| 2021年9月15日  | もうByeBye                         |
| 2021年10月20日 | 後悔のまえに                       |
| 2021年11月17日 | 恋人ごっこ                         |
| 2022年7月20日  | 大恋愛                             |
| 2022年9月21日  | 3%                                 |
| 2022年11月22日 | ふたりのうた                       |
| 2023年1月25日  | 遊びとか言わないで                 |
| 2023年11月29日 | 君がいるだけで                     |

### アルバム
| 発売日         | タイトル                         |
| -------------- | -------------------------------- |
| 2009年11月11日 | DRESS                            |
| 2011年3月2日   | DE;LUXE Beatz by DJ DECKSTREAM   |
| 2011年5月25日  | Love Fragrance                   |
| 2012年8月29日  | C is                             |
| 2013年3月20日  | Best 2007-2013                   |
| 2014年3月5日   | LOVERS                           |
| 2015年4月8日   | NAMIDA CARATS                    |
| 2015年10月21日 | About LOVE                       |
| 2017年3月29日  | KISS MISS KISS                   |
| 2017年10月18日 | HAPPY THE BEST OF CHIHIRO        |
| 2017年10月18日 | TEARS THE BEST OF CHIHIRO        |
| 2019年2月20日  | 私の恋はナミダでできている       |
| 2020年7月8日   | Rose Quartz                      |
| 2022年3月16日  | 私きっとこの恋を永遠にね忘れない |

### ミニアルバム
| 枚  | 発売日         | タイトル                          |
| --- | -------------- | --------------------------------- |
| 1st | 2014年9月17日  | RESET〜また、恋したくなるように〜 |
| 2nd | 2016年4月13日  | 片恋集                            |
| 3rd | 2016年11月16日 | Christmas Love                    |

### レンタル限定アルバム
- Make Up

### 作詞・作曲・プロデュース作品
- 加藤和樹
  - 『春恋』（2016年4月20日）
  - 『夏恋/秋恋』（2016年9月28日）
  - 『冬恋』（2017年1月18日）
- ソ・イングク『Hands Up』
- 有華『Partner』作詞作曲提供（2022年4月20日）※SNS再生回数10億回突破
- 石川ひとみ『風薫花』作詞作曲提供（2023年7月19日）
- 浜野はるき『ギジコイ』作詞・作曲（共に浜野と共作）（2023年11月22日）※CHIHIROがプロデューサーも兼任。TikTok等のSNSでは1000万再生を突破[3]。

## タイアップ
Miss U feat. ZANE
読売テレビ・日本テレビ系『嗚呼!花の料理人』2007年7月 - 9月度エンディングテーマ
Glitter
学校法人明日香学園「明日香美容文化専門学校」CMソング
Roller Coaster Love feat. HI-D
読売テレビ・日本テレビ系『音笑!MMM』2008年10月 - 2009年1月度エンディングテーマ
dwango.jp CMソング
Last Kiss
dwango.jp CMソング
Beautiful feat. Sweep
日本テレビ系『億万笑者!〜S-1バトルへの道〜』2009年10月 - 12月度エンディングテーマ
dwango.jp CMソング
Bouquet 〜ずっと二人で〜
JFN系『flowers』番組テーマソング
恋風
読売テレビ・日本テレビ系『浜ちゃんが!』2010年4月 - 6月度エンディングテーマ
片想い feat. GIORGIO 13
読売テレビ『にけつッ!!』2010年7月 - 9月度エンディングテーマ
Bye-Bad-Bye
TBS系『がっちりアカデミー!!』2011年1月 - 3月度エンディングテーマ
WOMAN
ABC・テレビ朝日系『Oh!どや顔サミット』2011年4月 - 6月度エンディングテーマ
恋花火
読売テレビ『ザ・狩人』2011年10月 - 11月度エンディングテーマ
4℃
読売テレビ『ザ・狩人』2011年12月 - 2012年1月度エンディングテーマ
アニバーサリー
セブン＆アイグループ セブンプレミアム「セブンゴールド 金の食パン」TVCMソング
赤い糸
「Duo・グランシャリオ」TVCMイメージソング
TBS系『もてもてナインティナイン』2014年1月 - 3月度エンディングテーマ
告白
テレビ東京『バカソウル』エンディングテーマ
恋レター feat. TOC from Hilcrhyme
テレビ東京『ざっくりハイタッチ』エンディングテーマ
RESET
読売テレビ『もってる!? モテるくん』2014年10月 - 12月度エンディングテーマ
Dear Santa
　  読売テレビ・日本テレビ系『ワケあり！レッドゾーン』12月度エンディングテーマ
好きになっちゃいけない人
　  読売テレビ・日本テレビ系『ワケあり！レッドゾーン』4・5月度エンディングテーマ
卒恋
　  関西テレビ『雨上がり食楽部』4 - 6月度エンディングテーマ
あなたがいないのならば
　  Dlife『ラジオな２人　リレー』10月クールエンディングテーマ
Tonight
　  読売テレビ・日本テレビ系『ワケあり！レッドゾーン』
Promise Ring
　  結婚式場『アークベル・デュオグランシャリオ』CM
両想い
YES
　  H.I.S. 海外ウェディング・ハネムーン CMソング
好きだけどサヨナラ
　  AbemaTV 恋愛リアリティショー『かぐや姫と7人の王子たち』主題歌
冷たくしないでよ
　  ひかりＴＶ／dTVチャンネル®／カンテレ／メ～テレ／テレビ神奈川にて配信・放送
　  ドラマ『マイラブ・マイベイカー』エンディングテーマ
幸せになってね
　  フジテレビ系音楽番組『Love music』2020年7月度オープニングテーマ